# Euplectrus testaceipes
Euplectrus testaceipes är en stekelart som först beskrevs av Peter Cameron 1904.
Euplectrus testaceipes ingår i släktet Euplectrus och familjen finglanssteklar. Inga underarter finns listade i Catalogue of Life.